# メアリー・リー・バンディ
メアリー・リー・バンディ（Mary Lea Bandy、1943年6月16日 - ）は、アメリカ合衆国のキュレーター、批評家、映画プロデューサーである。ニューヨーク近代美術館（MoMA）チーフ・キュレーター。

## 人物・来歴
1943年（昭和18年）6月16日、アメリカ合衆国のイリノイ州エヴァンストンに生まれる。
ニューヨーク近代美術館（MoMA）にキュレーターとして勤務し、1988年（昭和63年）、ウィリアム・ウォーシントン監督、早川雪洲主演による1919年（大正8年）のサイレント映画『蛟龍を描く人』のフィルム復元を手がけた。1997年（平成9年）には、英国映画協会（BFI）でコリン・マッケイブがプロデュースする『映画百年』シリーズのイギリス篇、スティーヴン・フリアーズが監督した『スティーヴン・フリアーズの個人的英国映画史』に協力した。
1998年（平成10年）、MoMAからの企画として、ジャン＝リュック・ゴダールとアンヌ＝マリー・ミエヴィルの共同監督による映画『オールド・プレイス』をコリン・マッケイブとともにプロデュースし、映画プロデューサーとして映画史上に登場した。同年、ロバート・フラハティ監督の『ルイジアナ物語』に関わる編集技師ヘレン・ヴァン・ドンゲンの日記を編纂した書籍『Filming Robert Flaherty's "Louisiana Story": The Helen van Dongen Diaries』を、MoMAから上梓した。
2000年（平成12年）には、PBSで放映されている『アメリカン・マスターズ』シリーズのうち、ラプソディ・フィルムズが製作したクリント・イーストウッドに関するドキュメンタリー映画『クリント・イーストウッド アウト・オブ・シャドー』を共同プロデュースした。2005年（平成17年）、おなじくラプソディ・フィルムズが製作したバッド・ベティカーに関するドキュメンタリー映画『バッド・ベティカー ア・マン・キャン・ドゥ・ザット』のプロデューサーチームに参加している。

## ビブリオグラフィ
- Rediscovering French Film, ed.: New York Graphic Society, 1983 ISBN 0870703358
- Circulating Film Library Catalog, William Sloan & Richard E. Oldenberg, ed.: Museum of Modern Art, 1984 ISBN 0870703277
- Cannes 45 Years: Festival International Du Film, with Laurence Kardish ed.: Museum of Modern Art, 1992 ISBN 9992261803
- Filming Robert Flaherty's "Louisiana Story": The Helen van Dongen Diaries, with Helen Van Dongen & Eva Orbanz, ed.: Museum of Modern Art, 1998 ISBN 0870700812
- Filming Robert Flaherty's Louisiana Story: The Helen Van Dongen Diary, with Richard Barsam & Eva Orbanz, ed.: Harry N Abrams, 1998 ISBN 0810961946
- The Hidden God: Film and Faith, with Antonio Monda, ed.: Museum of Modern Art, 2003 ISBN 0870703498

## フィルモグラフィ
- 『蛟龍を描く人』 The Dragon Painter : 監督ウィリアム・ウォーシントン、1919年 / 1988年 - 復元
- 『スティーヴン・フリアーズの個人的英国映画史』 A Personal History of British Cinema by Stephen Frears : 監督マイク・ディブ / スティーヴン・フリアーズ、テレビ映画、1997年 - 協力
- The Race to Save 100 Years : 監督スコット・ベンソン、1997年 - 本人として出演
- 『オールド・プレイス』 The Old Place : 監督ジャン＝リュック・ゴダール / アンヌ＝マリー・ミエヴィル、1998年 - エグゼクティヴ・プロデューサー
- 『アメリカン・マスターズ』 American Masters : テレビ映画シリーズ、PBS、2000年
  - 『クリント・イーストウッド アウト・オブ・シャドー』 Clint Eastwood: Out of the Shadows : 監督ブルース・リッカー、2000年 - 共同プロデューサー
- Without Lying Down: Frances Marion and the Power of Women in Hollywood : 監督ブリジット・テリー、テレビ映画、2000年 - 本人として出演
- 『バッドアス・シネマ』 BaadAsssss Cinema : 監督アイザック・ジュリアン、テレビ映画、2002年 - 協力
- 『バッド・ベティカー ア・マン・キャン・ドゥ・ザット』 Budd Boetticher: A Man Can Do That : 監督ブルース・リッカー、テレビ映画、2005年 - アソシエイト・プロデューサー

## 関連事項
- エヴァンストン (イリノイ州) （en:Evanston, Illinois）
- ヘレン・ヴァン・ドンゲン （en:Helen van Dongen）